# Hedemølle Efterskole
Hedemølle Efterskole er en selvejende kristen dansk efterskole oprettet af den kirkelige forening Evangelisk Luthersk Mission i 1980. Hedemølle ligger lige nord for Bjerringbro i Viborg Kommune. Skolen udbyder både 8. klasse, 9. klasse og 10. klasse. Nuværende forstander er Kristian Wesenberg Andersen.

## Kristent værdigrundlag
Ifølge skolens vedtægter er dens grundlag en urokkelig tillid til Bibelen som Guds ord. Skolens formål er at forkynde evangeliet for eleverne og at hjælpe dem til at leve som kristne samt give almen opdragelse og almendannende undervisning. Skolen ønsker, at bibelbrug og bibelglæde skal være en naturlig del af hverdagen for eleverne. 

## Andre forhold
Gennem flere år har skolen haft god kontakt til Færøerne, og således kommer flere af eleverne ofte derfra.
Skolen har normal undervisning med folkeskolens afgangsprøver i både 9. og 10. klasse. Derudover er der valgfag med blandt meget andet gocart, sløjd, kreative fag og sport. Mht. sport er der en tradition for, at specielt volley fylder meget, og skolen tager til diverse volleystævner i løbet af skoleåret.